# جنگ دنیاها (فیلم ۲۰۰۵)
جنگ دنیاها (به انگلیسی: War of the Worlds) فیلمی در ژانر علمی-تخیلی به کارگردانی استیون اسپیلبرگ و نویسندگی جاش فریدمن و دیوید کپ بر اساس رمان علمی-تخیلی جنگ دنیاها اثر هربرت جرج ولز است. تام کروز و داکوتا فانینگ شخصیت‌های اصلی سریال و جاستین چاتوین، میراندا اتو، تیم رابینز همچنین با گویندگی مورگان فریمن در نقش‌های فرعی بازی می‌کنند. داستان این فیلم یک کارگر بارانداز آمریکایی را روایت می‌کند که مجبور می‌شود از فرزندانش که جدا از آن‌ها زندگی می‌کند مراقبت کند، در حالی که تلاش می‌کند تا از آن‌ها محافظت کند و آن‌ها را با مادرشان متحد کند، وقتی فرازمینی‌ها به زمین حمله می‌کنند و شهرها را با ماشین‌های جنگی غول‌پیکر ویران می‌کنند که در مقابل بیگانگان هیچ مقاومتی کارساز نیست، جز باکتری‌های موجود در هوا.
این فیلم در ۷۳ روز با استفاده از پنج صحنه مختلف صدا و همچنین لوکیشن‌هایی در کالیفرنیا، کنکتیکت، نیوجرسی، نیویورک و ویرجینیا فیلمبرداری شد. این فیلم توسط یک کمپین مخفی‌کاری احاطه شده بود، بنابراین جزئیات کمی قبل از انتشار آن درز کرد. تبلیغات کراواتی با چندین شرکت از جمله هیتاچی انجام شد.
جنگ دنیاها در ۲۹ ژوئن ۲۰۰۵ در آمریکای شمالی و در ۱ ژوئیه ۲۰۰۵ در بریتانیا توسط پارامونت پیکچرز و دریم‌ورکز منتشر شد. این فیلم عموماً نقدهای مثبتی از منتقدان دریافت کرد و بسیاری از بازی‌ها (مخصوصاً بازی‌های کروز و فانینگ) و کارگردانی، فیلم‌نامه، سکانس‌های اکشن و جلوه‌های بصری اسپیلبرگ تمجید کردند، اگرچه پایان آن مورد انتقاد قرار گرفت. این فیلم بیش از ۶۰۳ میلیون دلار در سراسر جهان فروخت و چهارمین فیلم موفق سال ۲۰۰۵ شد. این فیلم سه نامزدی جایزه اسکار را برای بهترین جلوه‌های بصری، بهترین میکس صدا و بهترین تدوین صدا به دست آورد.

## داستان
یک روایت ابتدایی توضیح می‌دهد که زمین توسط فرازمینی‌ها با هوش بی‌نظیر و بدون شفقت رصد می‌شد. همان‌طور که انسان بدون شک بر جهان تسلط داشت، به همان اندازه که میکروارگانیسمها در یک قطره آب ازدحام می‌کنند، این موجودات نقشه کشیدند تا همه آن را از ما بگیرند.
ری فریر، مرد طولانی ساحلی مطلقه، به عنوان اپراتور جرثقیل در اسکله‌ای در بروکلین، نیویورک کار می‌کند و از فرزندانش: دختر ۱۰ ساله ریچل و پسر نوجوانش رابی، بیگانه است. زن باردار سابق ری، مری آن، این دو را در خانه‌اش در بایون، نیوجرسی، در راه دیدار والدینش در بوستون رها می‌کند. بعداً، طوفان عجیبی رخ می‌دهد که طی آن رعد و برق چندین بار به وسط یک تقاطع مجاور برخورد می‌کند و باعث ایجاد یک EMP می‌شود که تقریباً تمام وسایل الکترونیکی را فوراً سرخ می‌کند. ری با اکراه به جمعیت در صحنه برخورد می‌پیوندد، جایی که یک ماشین جنگی عظیم «سه‌پایه» از زمین بیرون می‌آید و از سلاح‌های انرژی قدرتمند برای تخریب منطقه استفاده می‌کند و بیشتر شاهدان را به خاکستری خاکستری متلاشی می‌کند.
ری بچه‌هایش را جمع‌آوری می‌کند، یک ون را از مکانیک محلی می‌دزدد، پس از اینکه او به او توصیه کرد که چگونه آن را قبل از رفتن به شهر تعمیر کند، و برای پناه گرفتن به سمت خانه خالی مری آن در حومه نیوجرسی می‌رود. آن شب، آن‌ها در زیرزمین پناه می‌گیرند، اما به زودی صدای غرش عجیبی را می‌شنوند که به دنبال آن انفجاری رخ می‌دهد که خانه را ویران می‌کند. صبح روز بعد، ری و رابی متوجه می‌شوند که یک بوئینگ ۷۴۷ در محله سقوط کرده است. ری با یک تیم خبری سرگردان که در حال جابجایی لاشه هواپیما برای غذا هستند ملاقات می‌کند و به او توضیح می‌دهند که چندین سه‌پایه وجود دارد که به شهرهای بزرگ در سراسر جهان حمله کرده‌اند و اضافه می‌کند که سه‌پایه‌ها سپرهای نیرو دارند تا از آنها در برابر بیشتر دفاعیات بشریت محافظت کنند و سه‌پایه‌ها نیز سپرهای نیرو دارند. خلبانان در طوفان‌های رعد و برق به زمین سفر کردند تا راهی برای ورود به ماشین‌های خود که فرض می‌شود هزاران سال در زیر زمین مدفون بوده‌اند، شوند.
ری تصمیم می‌گیرد که بچه‌ها را به بوستون ببرد تا با مادرشان باشد، اما گروهی ناامید وسیله نقلیه آن‌ها را ازدحام کرده و آن‌ها را مجبور به ترک آن می‌کنند. آن‌ها در نهایت به یک کشتی رودخانه هادسون می‌رسند تا توسط سه‌پایه‌ها احاطه شوند، که بسیاری از پناهندگان را قتل‌عام یا ربوده می‌کنند، اما خانواده ری موفق به فرار می‌شوند. آن‌ها شاهد نبرد تفنگداران دریایی ایالات متحده با چند سه‌پایه هستند. با ناراحتی ری، رابی در نهایت به مبارزه بیهوده با بیگانگان می‌پیوندد، در حالی که ری و ریچل به سرعت از صحنه فرار می‌کنند. تفنگداران دریایی ایالات متحده با رابی که گمان می‌رود با آن‌ها کشته شده است محو می‌شوند. مدت کوتاهی پس از آن، مردی دیوانه به نام هارلان اوگیلوی به این زوج در زیرزمینی نزدیک پناه می‌دهد.
این سه نفر برای چندین روز ناشناخته می‌مانند، حتی زمانی که یک کاوشگر و گروهی از بیگانگان در زیرزمین کاوش می‌کنند. آن‌ها به زودی متوجه می‌شوند که بیگانگان شروع به کشت یک گیاه قرمز رنگ در سراسر مناظر کرده‌اند که به سرعت در حال گسترش است، و گروه استنباط می‌کنند که بیگانگان در حال شکل‌دادن به زمین هستند و به‌طور بالقوه از پوشش گیاهی قرمز به عنوان منبع غذایی استفاده می‌کنند. صبح روز بعد، اوگیلوی با مشاهده سه‌پایه‌ها که خون و بافت انسان را برای بارور کردن گیاهان بیگانه جمع‌آوری می‌کنند، دچار یک فروپاشی ذهنی می‌شود. ری از ترس فریاد دیوانه وار اوگیلوی که بیگانگان را آگاه کند، با اکراه او را می‌کشد. سپس کاوشگر سه‌پایه دوم فریرز را در خواب می‌برد و باعث می‌شود ریچل فرار کند و توسط سه‌پایه ربوده شود. سپس ری عمداً با هشدار دادن به بیگانگان با نارنجک ربوده می‌شود. با کمک دیگر ربوده شدگان، ری در نهایت از نارنجک‌ها استفاده می‌کند تا سه‌پایه را از درون نابود کند و همه آنها را آزاد کند.
چند روز بعد، ری و ریچل به بوستون می‌رسند و در آنجا متوجه می‌شوند که گیاهان بیگانه در حال پژمرده شدن هستند و سه‌پایه‌ها به‌طور غیرقابل توضیحی در حال فروریختن هستند. هنگامی که یک سه‌پایه فعال ظاهر می‌شود، ری متوجه فرود پرندگان روی آن می‌شود که نشان می‌دهد سپرهای نیروی آن از کار افتاده است. ری به سربازانی که جمعیت در حال فرار را اسکورت می‌کنند هشدار می‌دهد و آن‌ها با استفاده از موشک‌های ضد تانک آن را ساقط می‌کنند. با پیشروی سربازان روی سه‌پایه سرنگون شده، دریچه‌ای باز می‌شود و یک بیگانه رنگ پریده و بیمار قبل از سقوط و مرگ در نیمه راه مبارزه می‌کند. ری و ریچل سرانجام به خانه والدین مری آن می‌رسند، جایی که با مری آن و رابی که به نحوی زنده مانده بودند، قرار می‌گیرند.
در پایان، راوی توضیح می‌دهد که مرگ بیگانگان به دلیل ناتوانی سیستم ایمنی آن‌ها در کنترل میکروب‌های بی‌شماری ساکن زمین است که «خدا در حکمت خود» برای محافظت از انسان‌هایی که به‌طور طبیعی با بقیه زمین همزیستی دارند، روی این سیاره قرار داده است. زیست کره

## بازیگران
- تام کروز در نقش ری فریر
- داکوتا فانینگ در نقش ریچل فریر
- جاستین چتوین در نقش رابی فریر
- میراندا اتو در نقش مری آن فریر
- تیم رابینز در نقش هارلان اوگیلوی
- ریک گونزالس در نقش وینسنت
- یول وازکز در نقش خولیو
- لنی ونیتو در نقش مانی مکانیک
- لیزا آن والتر در نقش شریل
- آن رابینسون در نقش مادربزرگ (او نقش اصلی سیلویا ون بورن را در فیلم ۱۹۵۳ بازی کرد)
- جین بری در نقش پدربزرگ (او نقش اصلی دکتر کلیتون فارستر را در فیلم ۱۹۵۳ بازی کرد)
- دیوید آلن باشه در نقش تیم
- رز آبرامز به عنوان خودش
- کامیلیا سانس به عنوان تهیه‌کننده اخبار
- امی رایان در نقش همسایه با کودک نوپا
- دیوید هاربر به عنوان کارگر بارانداز
- دنی هوخ در نقش پلیس
- مورگان فریمن در نقش راوی (صدا)
- دی بردلی بیکر در نقش آواز بیگانه (نامشخص)
- کلمب کوتاه در نقش سرباز
- چنینگ تاتوم در نقش پسر در صحنه کلیسا (قطع صحنه)

## تولید

### توسعه
پس از همکاری در سال ۲۰۰۲ در گزارش اقلیت، استیون اسپیلبرگ و تام کروز علاقه‌مند به همکاری دوباره با هم بودند. اسپیلبرگ در مورد کروز اظهار داشت: «او چنان شریک باهوش و خلاقی است و ایده‌های فوق‌العاده ای را به مجموعه می‌آورد که ما فقط جرقه‌های یکدیگر را می‌زنیم. من عاشق کار با تام کروز هستم.» Me If You Can (2002) و سه گزینه از فیلم‌ها را برای ساختن با هم ارائه داد که یکی از آن‌ها اقتباسی از جنگ جهانیان است. اسپیلبرگ The War of the Worlds را انتخاب کرد و اظهار داشت: "ما به یکدیگر نگاه کردیم و چراغ‌ها روشن شد. به محض شنیدن آن، گفتم "اوه خدای من! جنگ دنیاها - کاملاً. همین بود.»
این فیلم، سومین فیلم اسپیلبرگ در موضوع بازدید از بیگانگان است، همراه با برخوردهای نزدیک از نوع سوم و E.T. فرازمینی کاتلین کندی، تهیه‌کننده و همکار قدیمی‌اش، خاطرنشان می‌کند که با جنگ دنیاها، اسپیلبرگ این فرصت را داشت تا ضد شخصیت‌هایی را که در E.T. و برخورد نزدیک از نوع سوم. «زمانی که ما برای اولین بار توسعه ET را شروع کردیم، این داستان بسیار هیجان‌انگیزتر و تاریک‌تر بود و در واقع به چیزی خوش‌خیم‌تر تبدیل شد. من فکر می‌کنم که داستان تلخ‌تر و تاریک‌تر همیشه جایی در درون او بوده است. اکنون، او آن داستان را تعریف می‌کند.» اسپیلبرگ اظهار داشت که او فقط فکر می‌کرد که ساختن یک «فیلم واقعاً ترسناک با بیگانگان واقعاً ترسناک» سرگرم‌کننده است، کاری که قبلاً هرگز انجام نداده بود. اسپیلبرگ قصد داشت داستانی معاصر را بیان کند، کندی بیان کرد که داستان به عنوان یک فانتزی خلق شده است، اما به شیوه ای بیش از حد واقع گرایانه به تصویر کشیده شده است.
اسپیلبرگ و کروز از جی جی آبرامز خواسته بودند که فیلمنامه را بنویسند، اما مجبور شد فیلم را رد کند زیرا او در حال کار بر روی خلبان سریال تلویزیونی خود بود. جاش فریدمن فیلمنامه‌ای را ارائه کرد که سپس توسط دیوید کوپ بازنویسی شد. پس از بازخوانی رمان، کوپ تصمیم گرفت فیلمنامه را با تکیه بر یک راوی انجام دهد، «از دیدگاهی بسیار محدود، از جانب کسی که در حاشیه رویدادها قرار دارد و نه شخصی که در رویدادها دخیل است» و فهرستی از عناصری را که او می‌خواهد تهیه کرد. عدم استفاده به دلیل «کلیشه ای» بودن، مانند تخریب ساختمان‌های شاخص. برخی از جنبه‌های کتاب به شدت اقتباس و فشرده شده بود: شخصیت تیم رابینز ترکیبی از دو شخصیت در کتاب بود که نام آن از شخصیت سوم به عاریت گرفته شده بود. کوپ در حالی که محیط را از قرن ۱۹ به امروز تغییر می‌داد، سعی کرد «دنیای مدرن را به دهه ۱۸۰۰ بازگرداند»، با شخصیت‌هایی که از برق و تکنیک‌های مدرن ارتباطی خالی بودند.
اسپیلبرگ پس از دریافت شباهت‌های زیادی با زندگی شخصی‌اش، از جمله طلاق والدینش (طلاق ری و مری آن)، و چون وضعیت اسفبار بازماندگان داستانی نشان دهنده عدم اطمینان او پس از ویرانی‌های حملات ۱۱ سپتامبر است، فیلمنامه را پذیرفت. برای اسپیلبرگ، داستان‌های بقای شخصیت‌ها باید تمرکز اصلی باشد، زیرا آنها ذهنیت آمریکایی را نشان می‌دادند که هرگز تسلیم نمی‌شوند. اسپیلبرگ جنگ دنیاها را «یک نقطه مقابل قطبی» برای برخوردهای نزدیک توصیف کرد، با آن فیلم مردی که خانواده را ترک می‌کند تا با بیگانگان سفر کند، در حالی که جنگ جهان‌ها بر حفظ خانواده متمرکز بود. در عین حال، بیگانگان و انگیزه‌های آنها چندان مورد بررسی قرار نمی‌گیرند، زیرا «ما فقط نتایج این نقشه‌های پلید را برای جایگزینی ما با خود تجربه می‌کنیم».
اسپیلبرگ اگرچه فیلمنامه را پذیرفت، اما درخواست چندین تغییر کرد. اسپیلبرگ مخالف ایده ورود بیگانگان به سفینه‌های فضایی بود، زیرا در هر فیلم تهاجم بیگانگان از چنین وسیله‌ای استفاده می‌شد. استوانه‌های مریخی اصلی دور انداخته شدند، جایی که اسپیلبرگ منشأ سه‌پایه‌ها را با بیان اینکه مدت‌ها پیش در زیر زمین در زمین مدفون شده‌اند، جایگزین کرد.
اسپیلبرگ میراندا اتو را برای نقش مری آن در نظر داشت، اما در آن زمان به او زنگ زد که او باردار است و فکر می‌کرد که این فرصت از دست خواهد رفت. اسپیلبرگ سپس تصمیم گرفت بارداری اتو را در فیلم بگنجاند و قسمت را برای او تغییر دهد.

### فیلمبرداری

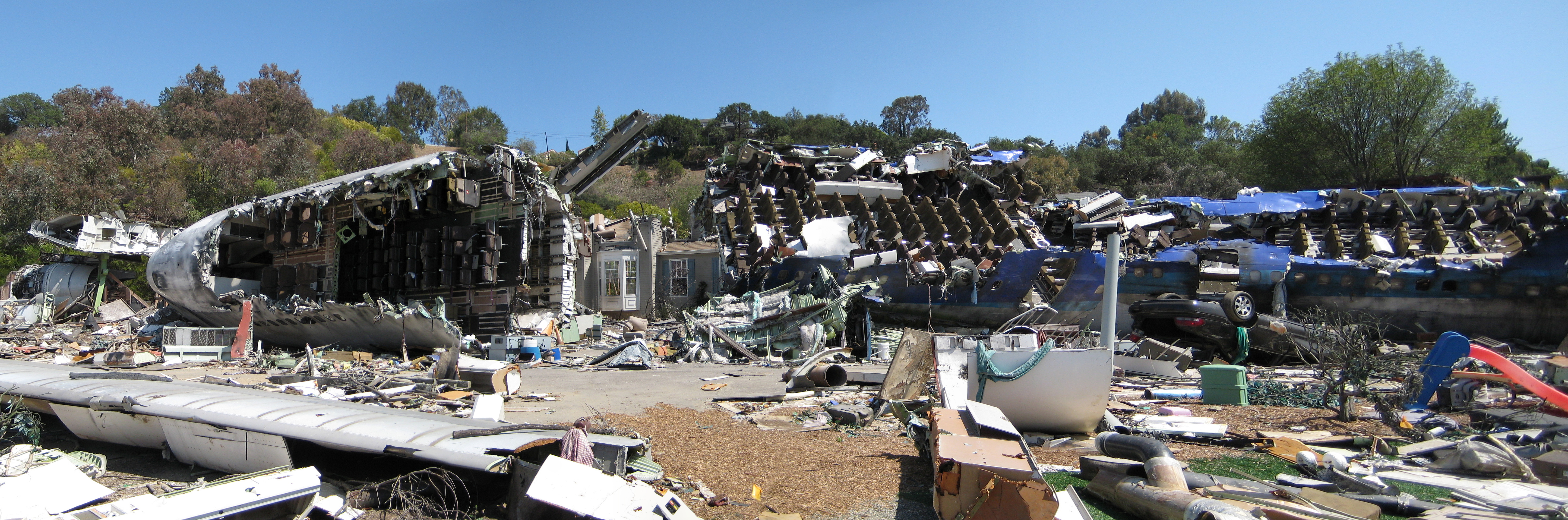
بوئینگ ۷۴۷ منهدم شده در مجموعه جنگ جهانیان. در حال حاضر، بازدیدکنندگان می‌توانند مجموعه هواپیمای تخریب شده را در طول تور استودیویی هالیوود استودیو یونیورسال مشاهده کنند.

فیلمبرداری در ویرجینیا، کانکتیکات، نیوجرسی، کالیفرنیا و نیویورک انجام شد. تصویربرداری فیلم حدود ۷۳ روز به طول انجامید. اسپیلبرگ در ابتدا قصد داشت فیلم جنگ جهانیان را پس از مونیخ فیلمبرداری کند، اما تام کروز فیلمنامه دیوید کوپ را به قدری دوست داشت که به اسپیلبرگ پیشنهاد کرد که فیلمنامه قبلی را به تعویق بیندازد در حالی که او همین کار را با فیلم Mission: Impossible III انجام خواهد داد. بیشتر خدمه مونیخ برای کار در جنگ جهانیان نیز آورده شدند. در سال ۲۰۰۴، گروه‌های تولید به سرعت در هر دو سواحل مستقر شدند تا برای تاریخ شروع آماده شوند، مکان‌هایی را در بالا و پایین دریای شرقی جستجو کردند و مراحل و مجموعه‌هایی را آماده کردند که برای بازگشت شرکت به لس آنجلس پس از تعطیلات زمستانی استفاده می‌شود. پیش تولید تنها در سه ماه انجام شد، یعنی نیمی از زمانی که معمولاً برای فیلمی با اندازه و وسعت مشابه در نظر گرفته می‌شد. اسپیلبرگ خاطرنشان می‌کند، با این حال، «این یک دوره سخت برای جنگ جهانیان نبود. این طولانی‌ترین برنامه من در حدود ۱۲ سال بود. ما وقت خود را صرف کردیم.» استفاده از پیش نمایش، با توجه به برنامه فشرده.
صحنه ای که اولین ظهور سه‌پایه‌ها را به تصویر می‌کشد در تقاطع خیابان فری، خیابان مرچنت، و خیابان ویلسون، در نیوآرک، نیوجرسی فیلمبرداری شد. بعدها، اسپیلبرگ چندین صحنه را در ویرجینیا فیلمبرداری کرد. صحنه پیوسته  در کالیفرنیا فیلمبرداری شد.
صحنه کشتی در شهر نیویورک آتن فیلمبرداری شد و خانه والدین مری آن در بروکلین واقع شد (اما در فیلم در بوستون به نمایش درآمد). برای صحنه سقوط هواپیمای محله، خدمه تولید یک بوئینگ ۷۴۷ بازنشسته را که قبلاً توسط شرکت آل نیپون ایرویز به نام JA8147 اداره می‌شد، با هزینه حمل و نقل ۲ میلیون دلار خریداری کردند، آن را به چند قطعه جدا کردند و خانه‌هایی در اطراف آنها ساختند. هواپیمای تخریب شده برای تور یونیورسال استودیو نگهداری شد. خانه ری در بایون، نیوجرسی فیلمبرداری شد (با یک صحنه صوتی که فضای داخلی را دو برابر می‌کند). در همین حال، سکانس جنگ دره در لکسینگتون، ویرجینیا و Mystery Mesa در کالیفرنیا فیلمبرداری شد. صحنه ای که در آن سه‌پایه شلیک می‌شود و در یک کارخانه سقوط می‌کند، در Naugatuck، کانکتیکات در یک کارخانه مواد شیمیایی متروک فیلمبرداری شده است. صحنه شناور شدن اجساد در رودخانه در رودخانه فارمینگتون در ویندزور، کانکتیکات توسط واحد دوم با استفاده از پایه ای برای داکوتا فانینگ که از پشت عکس گرفته شده است، فیلمبرداری شده است و بخشی که چهره بازیگران معتبر را نشان می‌دهد که بعداً بریده شده‌اند. برخی از فیلمبرداری‌ها در پارک وی کهنه سربازان جنگ کره در استاتن آیلند، نیویورک فیلمبرداری شد. این فیلم از شش مرحله صدا استفاده کرد که در سه قسمت استودیویی پخش شد.
عکاسی اصلی در ۸ نوامبر ۲۰۰۴ آغاز شد و در ۷ مارس ۲۰۰۵ به پایان رسید.

### طراحی و جلوه‌های بصری
Industrial Light & Magic شرکت اصلی جلوه‌های ویژه فیلم بود. در حالی که اسپیلبرگ قبلاً از رایانه برای کمک به تجسم سکانس‌ها در پیش تولید استفاده کرده بود، اسپیلبرگ گفت: «این اولین فیلمی است که من واقعاً با استفاده از رایانه برای انیمیشن تمام استوری بوردها کار کردم.» به دوستش جورج لوکاس. به منظور حفظ واقع گرایی، استفاده از نماهای تصویری تولید شده توسط کامپیوتر و صفحه آبی محدود بود، و بیشتر جلوه‌های دیجیتال با فیلم‌های مینیاتوری و لایو اکشن ترکیب می‌شدند.
طراحی سه‌پایه‌ها توسط اسپیلبرگ به عنوان «برازنده» توصیف شد، با هنرمندی داگ چیانگ که اشکال حیات آبزی را تکرار می‌کند. در همان زمان، کارگردان طرحی می‌خواست که نمادین باشد و در عین حال ادای احترامی به سه‌پایه‌های اصلی داشته باشد، و همچنین ترسناک باشد تا مخاطب بیشتر از خود وسیله نقلیه به بیگانگان داخل آن علاقه نشان ندهد. خدمه جلوه‌های بصری سعی کردند عناصر ارگانیک و مکانیکی را در تصویر سه‌پایه ترکیب کنند و با توجه به «تضاد» داشتن یک سر بزرگ تانک مانند که توسط پاهای نازک و انعطاف‌پذیر حمل می‌شود، مطالعات گسترده‌ای را برای باورپذیری حرکات وسیله نقلیه انجام دادند. راندال ام. دوترا، انیماتور، خود این حرکات را دارای یک «شناوری زمینی» می‌دانست، به این معنا که آنها روی خشکی راه می‌رفتند اما جریان آبی داشتند، و اسپیلبرگ سه‌پایه‌ها را مانند «رقصنده‌های باله ترسناک» توصیف کرد. بیشتر عناصر بیگانه حول عدد سه می‌چرخیدند - سه‌پایه دارای سه چشم بود، و وسیله نقلیه و بیگانگان هر دو دارای سه اندام اصلی با سه انگشت بودند.
ناظر جلوه‌های بصری، پابلو هلمن، به تصویر کشیدن مقیاس سه‌پایه را چالش‌برانگیز می‌دانست، با توجه به اینکه «استیون می‌خواست مطمئن شود که این موجودات ۱۵۰ فوت قد دارند»، زیرا قد ولز در رمان توصیف شده بود. بیگانگان خود طرح‌هایی بر اساس چتر دریایی، با حرکات الهام گرفته از قورباغه‌های درختی چشم قرمز، و کیفیت دوزیستان به ویژه روی پوست مرطوب داشتند. برای هدایت بازیگران در صحنه زیرزمین از یک بیگانه استایروفوم به عنوان پایه استفاده شد. اسپیلبرگ در جریان مرگ‌های Heat-Ray هیچ خون یا گودی نمی‌خواست. به قول هلمن، «این قرار بود یک فیلم ترسناک برای بچه‌ها باشد». بنابراین گروه افکت‌ها به تبخیر اجساد رسیدند، و با توجه به اینکه به دلیل پیچیدگی اثر و زمان‌بندی، نمی‌توان آن را کاملاً دیجیتالی کرد، گرد و غبار زنده در کنار جذب پرتوهای CGI و ذرات استفاده شد. پرندگان دیجیتال در بیشتر صحنه‌ها از سه‌پایه‌ها پیروی می‌کردند تا نمادی از حضور مرگ باشند، که چیانگ آن را با کرکس‌ها مقایسه کرد و افزود: «شما نمی‌دانید که آیا این پرندگان به خطر می‌روند یا از آن دور می‌شوند، آیا باید آنها را دنبال کنید یا فرار کنید.
در طول صحنه ای که مینی ون ربوده شده توسط یک اوباش مورد حمله قرار می‌گیرد، یانوش کامینسکی و اسپیلبرگ نورهای تعاملی زیادی می‌خواستند، بنابراین آنها انواع مختلفی از چراغ‌ها، از جمله لامپ‌های کلمن، فانوس‌های نفتی، چراغ قوه و ماگ لایت را اضافه کردند. خدمه IL&M اعتراف کردند که تخریب پل Bayonne سخت‌ترین صحنه ای بود که با استفاده از ترکیبی از جلوه‌های CGI و عناصر زنده اکشن، و یک ضرب الاجل چهار هفته ای ساخته شد تا بتوان از شات در تریلر Super Bowl استفاده کرد. صحنه در ابتدا فقط یک پمپ بنزین در حال انفجار بود، اما سپس اسپیلبرگ پیشنهاد داد که پل را نیز منفجر کنند. این صحنه شامل تیراندازی سه‌پایه‌ها از Heat-Ray به سمت مینی ون و فرار مینی ون از آن شامل لایه‌های CGI زیادی برای کار بود. بیش از ۵۰۰ افکت CGI در فیلم استفاده شد.
طراح لباس، جوآنا جانستون، ۶۰ نسخه مختلف از ژاکت چرمی ری را خلق کرد تا درجاتی را که او از ابتدای سفر تا انتها تحت تأثیر هوا قرار گرفته است، نشان دهد. جانستون توضیح می‌دهد: "او با ژاکت، یک هودی و دو تی شرت شروع می‌کند." جانستون خاطرنشان می‌کند: یکی از لباس‌های داکوتا فانینگ که اهمیت ویژه ای پیدا می‌کند کیف اسب اسطوخودوس او است: "من می‌خواستم او چیزی داشته باشد که به او احساس امنیت کند، چیز کوچکی که بتواند با آن بخوابد و روی صورتش بگذارد." "این کیف اسب اسطوخودوس بود. ما آن را روی یک روبان بستیم و داکوتا آن را به بدنش آویزان کرد، بنابراین همیشه همراه او بود." جانستون برای تقلید ناخودآگاه پدرش به رابی لباس پوشید.

### موسیقی
| بررسی انتقادی | بررسی انتقادی |
| منبع          | رتبه‌بندی      |
| ------------- | ------------- |
| AllMusic      | [ ۲۱ ]        |
| Filmtracks    | 3/5 ستاره     |
| ScoreNotes    | C+            |
| SoundtrackNet | 3.5/5 ستاره   |

جان ویلیامز، همکار قدیمی اسپیلبرگ، آهنگ موسیقی جنگ جهانیان را ساخت. این اولین باری بود که ویلیامز مجبور شد با یک فیلم ناقص اسپیلبرگ آهنگسازی کند، زیرا تنها شش حلقه اول، در مجموع شصت دقیقه، برای استفاده او به عنوان مرجع آماده بود. او آهنگ را «یک قطعه بسیار جدی» می‌دانست که باید «اتمسفر ترسناک ضروری» را با «حرکت ریتمیک پیشران برای صحنه‌های اکشن» ترکیب می‌کرد – موسیقی به‌طور نمادین در صحنه‌های تعقیب و گریز مانند ری، وسایل نقلیه را «به جلو می‌کشید». رانندگی از Bayonne یا سه‌پایه حمله به کشتی هادسون. ویلیامز با استفاده از ارکسترهایی که در صحنه‌های مشرف به سه‌پایه‌ها یک «ژست بزرگ» انجام می‌دهند، نشانه‌های کوچکی را به موسیقی کلاسیک فیلم‌های هیولا اضافه کرد. برای افزایش ترس، ویلیامز یک گروه کر زن با کرشندویی شبیه فریاد اضافه کرد - که این آهنگ را "انسانی" می‌کند که نشان دهنده "قربانیانی است که بدون گفتن "اوه" بیرون می‌روند - قبل از اینکه بگویند رفته‌اند" - برای حملات سه‌پایه و یک گروه کر مردانه تقریباً نامفهوم - که ویلیامز آن را با "راهبان تبتی، پایین‌ترین زمین شناخته شده‌ای که بدن ما می‌تواند بسازد" مقایسه کرد - برای بیگانگانی که در زیرزمین کاوش می‌کنند. تنها انحراف از ارکسترها، صداهای الکترونیکی برای روایت‌های آغازین و پایانی بود.
یک آلبوم موسیقی متن توسط دکا رکوردز منتشر شد که شامل موسیقی فیلم و روایت آغازین و پایانی مورگان فریمن بود. آهنگ‌های "Little Deuce Coupe" و "Hushabye Mountain" نیز در این فیلم حضور دارند که اولی توسط تام کروز و دومی توسط داکوتا فانینگ خوانده می‌شود. یک موسیقی متن گسترش‌یافته «نسخه محدود» در سال ۲۰۲۰ از طریق Intrada Records منتشر شد که شامل موسیقی کامل فیلم، بازسازی آلبوم ۲۰۰۵ و نشانه‌های جایگزین به عنوان ماده جایزه بود.
| جنگ دنیاها: موسیقی از فیلم سینمایی | جنگ دنیاها: موسیقی از فیلم سینمایی | جنگ دنیاها: موسیقی از فیلم سینمایی |
| شماره                              | نام                                | مدت                                |
| ---------------------------------- | ---------------------------------- | ---------------------------------- |
| ۱.                                 | «مقدمه»                            | ۲:۵۲                               |
| ۲.                                 | «صحنه کشتی»                        | ۵:۴۹                               |
| ۳.                                 | «رسیدن به کشور»                    | ۳:۲۴                               |
| ۴.                                 | «صحنه تقاطع»                       | ۴:۱۳                               |
| ۵.                                 | «ری و راشل»                        | ۲:۴۱                               |
| ۶.                                 | «فرار از شهر»                      | ۳:۴۹                               |
| ۷.                                 | «کاوش در زیرزمین»                  | ۴:۱۲                               |
| ۸.                                 | «وضعیت پناهندگی»                   | ۳:۵۰                               |
| ۹.                                 | «حمله به ماشین»                    | ۲:۴۴                               |
| ۱۰.                                | «جدایی خانواده»                    | ۲:۳۶                               |
| ۱۱.                                | «روابط با اوگیلوی»                 | ۴:۳۴                               |
| ۱۲.                                | «بازگشت به بوستون»                 | ۴:۲۹                               |
| ۱۳.                                | «فرار از سبد»                      | ۹:۲۱                               |
| ۱۴.                                | «تجدید مجدد»                       | ۳:۱۶                               |
| ۱۵.                                | «اپیلوگ»                           | ۳:۱۱                               |
| مجموع مدت:                         | مجموع مدت:                         | ۶۱:۰۱                              |

### مضامین
این فیلم به عنوان یک فیلم ضد جنگ توصیف شد، زیرا غیرنظامیان می‌دوند و فقط سعی می‌کنند خود و خانواده خود را نجات دهند به جای مبارزه با سه‌پایه‌های بیگانه. دبرا جی ساندرز از سانفرانسیسکو کرونیکل این فیلم را اینگونه توصیف کرد: «اگر بیگانگان حمله کردند، مقابله نکنید. فرار کنید.» ساندرز فیلم را با روز استقلال مقایسه کرد، جایی که غیرنظامیان در آن اجرا می‌شوند، اما آنها از تلاش‌های نظامی حمایت می‌کنند. بسیاری از منتقدان احساس کردند که فیلم سعی کرد فضای حملات ۱۱ سپتامبر را بازسازی کند، در حالی که تماشاچیان برای زنده ماندن تلاش می‌کردند و از نمایشگرهای افراد گمشده استفاده می‌کردند. اسپیلبرگ به ریدرز دایجست اعلام کرد که علاوه بر اینکه کار یک فانتزی است، تهدید ارائه شده نیز واقعی است: «آنها زنگ بیداری برای رویارویی با ترس‌های ما هستند، زیرا با نیرویی که قصد تخریب شیوه زندگی ما را دارد، روبرو می‌شویم.» کوپ اظهار داشت که سعی کرده است اشاره صریح به ۱۱ سپتامبر یا جنگ عراق نداشته باشد، اما گفت که الهام‌بخش صحنه‌ای که رابی به تفنگداران دریایی می‌پیوندد، نوجوانانی بود که در نوار غزه می‌جنگیدند. در تانک‌ها سنگ می‌زند، و من فکر می‌کنم که وقتی در آن سن هستید، به‌طور کامل به عواقب کاری که انجام می‌دهید توجه نمی‌کنید و بسیار درگیر این لحظه و اشتیاق هستید، خواه این ایده خوبی باشد یا خیر. از رمان باقی مانده است که بیگانگان شکست می‌خورند، نه با سلاح‌های مردانه، بلکه کوچک‌ترین موجودات سیاره، باکتری‌ها، که کوپ آن‌ها را به‌عنوان «طبیعت، به نحوی که خیلی بیشتر از ما می‌داند» توصیف می‌کند.

## انتشار
جنگ جهانیان در ۲۳ ژوئن ۲۰۰۵ در تئاتر زیگفلد به نمایش درآمد. در آنجا، تام کروز رابطه خود را با کیتی هولمز نشان داد. شش روز بعد، در ۲۹ ژوئن، این فیلم در حدود ۳۹۰۸ سینما در سراسر آمریکا اکران شد. ویدیوی خانگی متعاقباً در ۲۲ نوامبر ۲۰۰۵ منتشر شد.

### پنهان‌کاری
اسپیلبرگ بیشتر قسمت‌های فیلم را مخفی نگه داشت، زیرا بازیگران و خدمه در مورد ظاهر بیگانگان سردرگم بودند. هنگامی که از دیوید کوپ در مورد محرمانه بودن فیلمنامه پرسیده شد، پاسخ داد: «[اسپیلبرگ] [فیلمنامه] را به کسی نمی‌دهد». Koepp توضیح داد که آن را برای او ایمیل می‌کند و او بخشی از فیلمنامه را می‌دهد که مربوط به هر کاری است که کسی انجام می‌دهد. میراندا اتو به این فکر می‌کرد که حتی با خانواده و دوستانش دربارهٔ این داستان صحبت نکند. اتو گفت: "من افرادی را می‌شناسم که همیشه می‌گویند: "اوه، همه چیز خیلی مخفی است." به نظر من خوب است. در زمان‌های قدیم مردم قبل از اینکه فیلم‌ها منتشر شوند چیز زیادی دربارهٔ فیلم‌ها نمی‌دانستند و امروزه اطلاعات زیادی وجود دارد. فکر می‌کنم کمی رمز و راز همیشه واقعاً خوب است. شما نمی‌خواهید همه چیز را خراب کنید از کارت‌های شما از قبل.»
اسپیلبرگ اعتراف کرد که پس از مخفی نگه داشتن چیزها برای مدت طولانی، در نهایت این وسوسه وجود دارد که در کنفرانس مطبوعاتی جنگ جهانیان چیزهای زیادی به ضرر داستان فاش شود؛ بنابراین، اسپیلبرگ فقط صحنه تپه را فاش کرد، جایی که ری تلاش می‌کند پسرش را از رفتن بازدارد، و اظهار داشت: «اگر بیشتر بگوییم، خیلی چیزها فاش می‌شود.» بودجه واقعی فیلم ۱۳۲ میلیون دلار بود.
به گفته Vanity Fair، روابط اسپیلبرگ و کروز در طول اکران فیلم «ضعیف» بود، زیرا اسپیلبرگ معتقد بود که «ضعفات» کروز در آن زمان (مانند حضور نامنظم در نمایش اپرا وینفری) باعث «آسیب زدن» به فیلم شد و پس از یک دکتر که نامی که اسپیلبرگ به کروز داده بود توسط ساینتولوژیست‌ها مورد اعتراض قرار گرفت.

### بازاریابی و نمایش خانگی
Paramount Pictures Interactive Marketing یک بازی آنلاین بقای انسان را در وب سایت رسمی خود در ۱۴ آوریل برای تبلیغ این فیلم عرضه کرد. هیتاچی با پارامونت پیکچرز برای کمپین تبلیغاتی جهانی تحت عنوان «تجربه بصری نهایی» همکاری کرد. این توافق توسط کازوهیرو تاچیبانا، مدیر کل گروه کسب و کار مصرف‌کننده هیتاچی اعلام شد. کازوهیرو اظهار داشت: "کمپین "تجربه بصری نهایی" ما تطابق کاملی بین تلاش اسپیلبرگ و کروز برای دستیابی به بهترین‌های جهان در زمینه سرگرمی فیلم و تعهد هیتاچی به بالاترین کیفیت تصویر از طریق محصولات الکترونیکی مصرفی دیجیتال خود است."
این فیلم بر روی VHS و DVD در ۲۲ نوامبر ۲۰۰۵ با نسخه تک دیسک و نسخه ویژه دو دیسک منتشر شد که شامل فیلم‌های تولیدی، مستند و تریلرهای مختلف بود. این فیلم ۱۱۳٬۰۰۰٬۰۰۰ دلار در فروش دی وی دی به دست آورد که مجموع فروش فیلم خود را به ۷۰۴٬۷۴۵٬۵۴۰ دلار رساند و در رتبه دهم جدول فروش DVD در سال ۲۰۰۵ قرار گرفت. پارامونت این فیلم را در ۱ ژوئن ۲۰۱۰ بر روی دیسک بلوری منتشر کرد.

## بلیت فروشی
در ۲۹ ژوئن ۲۰۰۵، این فیلم تقریباً ۸۱ میلیون دلار در سراسر جهان فروخت، و سی و هشتمین هفته افتتاحیه بزرگ را با فروش ۹۸۸۲۶۷۶۴ دلار در ۳۹۰۸ سینما به دست آورد که میانگین آن به ۲۵۲۸۸ دلار در هر سالن می‌رسد. در همین حال، در آخر هفته روز استقلال، جنگ جهانیان در ۳۹۰۸ سینما نیز ۶۴٬۸۷۸٬۷۲۵ دلار فروش داشت که میانگین آن ۱۶۶۰۱ دلار بود. این سومین فیلم بزرگ افتتاحیه در آخر هفته روز استقلال است. این فیلم در ۲۴ روز ۲۰۰ میلیون دلار به دست آورد و با ۲۰۰ میلیون دلار در رتبه سی و هفتم فهرست سریعترین فیلم‌ها قرار گرفت. این فیلم ۷۰۴٬۷۴۵٬۵۴۰ دلار با احتساب فروش دی وی دی فروش داشته است، که آن را به چهارمین فیلم پرفروش سال ۲۰۰۵ و شصت و ششمین فیلم پرفروش در سراسر جهان تبدیل کرده است.

## واکنش انتقادی
در Rotten Tomatoes, War of the Worlds بر اساس ۲۶۴ بررسی و میانگین امتیاز ۷/۱۰، دارای ۷۵ درصد محبوبیت است. اجماع انتقادی بیان می‌کند: «اقتباس استیون اسپیلبرگ از جنگ دنیاها هیجان و پارانویای رمان کلاسیک اچ‌جی ولز را ارائه می‌کند و در عین حال اکشن و جلوه‌ها را برای مخاطبان مدرن به‌روز می‌کند». امتیاز ۷۳ از ۱۰۰ بر اساس ۴۰ بررسی، نشان دهنده «بررسی‌های عموماً مطلوب».
جیمز براردینلی بازی را تحسین کرد و در نظر گرفت که تمرکز روایت بر مبارزه یک شخصیت فیلم را مؤثرتر می‌کند، اما پایان فیلم را ضعیف توصیف می‌کند، اگرچه اسپیلبرگ «بهترین تلاش خود را می‌کند تا آن را از نظر سینمایی دراماتیک کند». نقد توتال فیلم به جنگ جهانیان چهار ستاره از پنج ستاره داد، با توجه به اینکه «اسپیلبرگ آب تازه ای را در داستانی که قبلاً برای فیلم، تلویزیون، صحنه، رادیو و ضبط اقتباس شده بود، می‌یابد» و فیلم را به عنوان «تصاویر شگفت‌انگیز» بسیاری توصیف می‌کند. مقایسه اولین حمله سه‌پایه با فرود ساحل اوماها از نجات سرباز رایان.
کنت توران از لس آنجلس تایمز، که جلوه‌های ویژه فیلم را تحسین کرد، اظهار داشت که اسپیلبرگ ممکن است واقعاً کار خود را در جنگ جهانیان «بهتر از آن چیزی که تصور می‌کند» انجام داده باشد. توران ادعا کرد که اسپیلبرگ با «نشان دادن اینکه جهان ما چقدر شکننده است» یک سؤال تحریک‌آمیز را مطرح می‌کند: «آیا فانتزی نهایی تهاجم از فضا است یا بقای نژاد بشر؟» با این حال، Broomfield Enterprise's دن مارکوچی و نانسی سروگی نظر براردینلی و توران را نداشتند. آنها احساس می‌کردند که روایت مورگان فریمن غیر ضروری است، و نیمه اول «عالی» بود، اما نیمه دوم «پر از کلیشه‌ها، پر از سوراخ، و آلوده به تیم رابینز شد».
مایکل ویلمینگتون از شیکاگو تریبون به فیلم سه ستاره و نیم از چهار ستاره داد و نوشت: «جنگ دنیاها قطعاً در نبرد خود پیروز می‌شود، اما نه جنگ». ویلمینگتون اظهار داشت که فیلم «بینندگان را به سفری وحشیانه از دو سوی [اسپیلبرگ] می‌برد: تاریکی و روشنایی». او همچنین گفت که این فیلم حاوی احساساتی است که شبیه احساسات اسپیلبرگ E.T. فرازمینی. ربکا موری از سایت About.com یک نقد مثبت ارائه کرد و گفت: "اسپیلبرگ تقریباً موفق می‌شود فیلم بیگانه بی‌نقصی بسازد، و فقط برای پایان آن انتقاد شد. جاناتان روزنبام از شیکاگو ریدر جلوه‌های ویژه و عملکرد کروز را ستود. راجر ایبرت با انتقاد از «طراحی یکپارچهسازی با سیستمعامل» و در نظر گرفتن این که علیرغم بودجه کلان، تهاجم بیگانگان «ابتدایی» و «خیلی جالب» نیست، بهترین صحنه‌ها را مانند راه رفتن ری در میان لاشه هواپیما و قطاری که در شعله‌های آتش حرکت می‌کند، دانست. «به نظر می‌رسد چنین صحنه‌هایی از نوعی واقعیت متفاوت با سه‌پایه‌ها سرچشمه می‌گیرند».
مجله فیلم فرانسوی Cahiers du cinéma فیلم را به عنوان رتبه هشتم در فهرست بهترین فیلم‌های دهه ۲۰۰۰ خود قرار داد. کارگردان فیلم ژاپنی کیوشی کوروساوا این فیلم را به عنوان بهترین فیلم ۲۰۰۰–۲۰۰۹ فهرست کرد.

## امتیازات
جنگ دنیاها نامزد سه جایزه اسکار شد، از جمله ویرایش صدا، میکس صدا (اندی نلسون، آنا بهلمر و ران جادکینز)، و جلوه‌های بصری (پابلو هلمن)، که همه را به کینگ کنگ باخت. این فیلم برای شش جایزه زحل نامزد شد، و برنده بهترین بازی توسط یک بازیگر جوانتر (داکوتا فانینگ) شد. این فیلم برنده جایزه حلقه طلایی برای جلوه‌های صوتی و فولی، جایزه جهانی موسیقی متن برای بهترین موسیقی متن اصلی، و سه جایزه VES برای جلوه‌های ویژه‌اش، و نامزد سه جایزه Empire، سه ماهواره بود. جوایز، و جایزه فیلم MTV. همچنین نامزد دریافت جایزه تمشک طلایی بدترین بازیگر مرد برای تام کروز شد.